# Hundborg Sogn
Hundborg Sogn er et sogn i Thisted Provsti (Aalborg Stift).
I 1800-tallet var Jannerup Sogn anneks til Hundborg Sogn. Begge sogne hørte til Hundborg Herred i Thisted Amt. Hundborg-Jannerup sognekommune blev ved kommunalreformen i 1970 indlemmet i Thisted Kommune.
I Hundborg Sogn ligger Hundborg Kirke.
I sognet findes følgende autoriserede stednavne:
- Bavnehøj (areal)
- Faddersbøl (bebyggelse, ejerlav)
- Førby (bebyggelse)
- Førby Sø (vandareal)
- Harkær (bebyggelse)
- Hundborg (bebyggelse, ejerlav)
- Hundborg Mose (areal, bebyggelse)
- Landbolyst Mark (bebyggelse)
- Møgelkær (bebyggelse)
- Nørre Vorupør (bebyggelse)
- Råstrup Mark (bebyggelse)
- Sjørring Sø (areal)
- Tornbakke (areal)
- Vesterkær (bebyggelse)